# As Nasty As They Wanna Be
As Nasty As They Wanna Be é o terceiro álbum do grupo de Miami bass 2 Live Crew. Foi lançado em 7 de fevereiro de 1989 e se tornou o maior sucesso de vendas do grupo, tendo sido certificado "platina dupla" pela RIAA. Em 1990, o Tribunal Distrital dos Estados Unidos para o Distrito Sul da Flórida determinou que o álbum era legalmente obsceno; esta decisão foi posteriormente anulada pelo Tribunal de Apelações dos Estados Unidos para o Décimo Primeiro Circuito. É o primeiro álbum da história a ser considerado legalmente obsceno.
Também seria o álbum final a ser lançado pelo selo Skyywalker Records. Na sequência de um processo bem sucedido contra Luther Campbell e Skyywalker Records pelo criador e diretor de Star Wars, George Lucas, a companhia foi forçada a mudar seu nome para Luke Records.
O álbum foi explicado faixa a faixa por Luke e Mr. Mixx no livro de Brian Coleman Check the Technique.
Em 2010, a capa e imagens foram usadas no vídeo musical da faixa "The Rabbit" pela banda sueca Miike Snow.

## Lista de faixas
| N.º | Título                                      | Samples | Duração |  |
| 1.  | "Me So Horny"                               | - Sampleia vocais do filme de Stanley Kubrick Full Metal Jacket - Fragmentos da canção de Nancy Sinatra, "These Boots Are Made for Walkin'" podem ser ouvidos nos sample de Full Metal Jacket - O sussurros eróticos foram pegos do filme de 1977, Which Way Is Up?, estrelado por Richard Pryor - Mass Production, canção "Firecracker" | 4:36    |  |
| 2.  | "Put Her in the Buck"                       | - Sampleados da canção do grupo The Chakachas, "Jungle Fever" | 3:57    |  |
| 3.  | "Dick Almighty"                             | - Sampleado da canção do grupo Kraftwerk, The Man-Machine - Vocais sampleados de Rudy Ray Moore, Kip Addotta e Richard Pryor - "My greatest thrill" pego de "The Player" por Rudy Ray Moore - "15 inches long, 8 inches thick" pego do álbum de Leroy, Skillet & LaWanda "Back Door Daddy". - Whodini's "Big Mouth"                      | 4:53    |  |
| 4.  | "C'mon Babe"                                | | 4:43    |  |
| 5.  | "Dirty Nursery Rhymes"                      | - Inspirado por Andrew Dice Clay da rotina "Nursery Rhymes" do álbum Dice - Sample from Cheech and Chong's "Earache My Eye" | 3:05    |  |
| 6.  | "Break It on Down" (Campbell/Two Live Crew) | | 3:59    |  |
| 7.  | "2 Live Blues"                              | Love Me With a Feeling por Clarence Carter | 5:14    |  |
| 8.  | "I Ain't Bullshittin'"                      | - A frase título sampleado de gravação de Richard Pryor | 4:27    |  |
| 9.  | "Get Loose Now" (Campbell/Two Live Crew)    | - Rob Base and DJ E-Z Rock, canção "It Takes Two" - Beastie Boys, canção "The New Style" | 4:36    |  |
| 10. | "The Fuck Shop"                             | - "Ain't Talkin' 'Bout Love" de Van Halen - "I know a place just down there two streets" pego do álbum de Leroy, Skillet & LaWanda, "Back Door Daddy". - "Little Bit O' Soul" de Music Explosion - "Sweet Child O' Mine" de Guns N' Roses                                                                                                | 3:24    |  |
| 11. | "If You Believe in Having Sex"              | | 3:51    |  |
| 12. | "My Seven Bizzos"                           | - "Voodoo Child (Slight Return)" de Jimi Hendrix | 4:18    |  |
| 13. | "Get the Fuck out of My House"              | - Eddie Murphy, álbum Eddie Murphy: Comedian - Laid Back's "White Horse" | 4:37    |  |
| 14. | "Reggae Joint" (Sátira de dancehall)        | - Interpolação do baixo da canção de Wayne Smith, "Under Me Sleng Teng" | 4:14    |  |
| 15. | "Fraternity Record"                         | - Interpolação do riff de guitarra da canção de The Beatles, "Day Tripper" | 4:47    |  |
| 16. | "Bad Ass Bitch"                             | | 4:03    |  |
| 17. | "Mega Mixx III"                             | - Sample da canção de Kraftwerk, "Numbers/Computer World" | 5:44    |  |
| 18. | "Coolin'" (Campbell/Two Live Crew)          | - "Soulful Strut" de Young-Holt Unlimited - Faixa instrumental da canção de Barbara Acklin, "Am I the Same Girl" | 5:02    |  |

## Músicos
- 2 Live Crew	 – Produtor
- Jimmy Magnoli	 – Guitarra
- Mr. Mixx	 – Vocais, produtor, Performer, mixagem
- Ted Stein	 – Engenheiro, mixagem
- Ron Taylor	 – Engenheiro, mixagem
- Chris Murphy	 – Engenheiro

## As Clean As They Wanna Be
As Clean As They Wanna Be é versão não explícita do terceiro álbum do grupo americano de miami bass 2 Live Crew. O álbum contém um aviso na capa: '"Este não álbum não contém letras explícitas." O álbum teve vendas bem menores que sua versão explícita. Entretanto contém a faixa "Pretty Woman", que não está na versão explícita. A canção – uma paródia do sucesso de Roy Orbison, "Oh, Pretty Woman" – que resultou em um caso na Suprema Corte, Campbell v. Acuff-Rose Music, Inc., que estabeleceu que uma paródia comercial pode se qualificar como fair use. Apesar do aviso na capa do álbum afirmando que "Este álbum não contém letras explícitas", a canção "Break It on Down" aparece em sua forma original, explícita. Além disso, a canção "City of Boom" (que é exclusiva na versão "limpa") contém diversas letras explícitas

### Lista de faixas
Todas as faixas escritas e compostas por 2 Live Crew. 
| N.º | Título                                                                             | Duração |  |
| 1.  | "The Funk Shop"                                                                    | 3:23    |  |
| 2.  | "C'mon Babe"                                                                       | 4:19    |  |
| 3.  | "Get Loose Now"                                                                    | 4:36    |  |
| 4.  | "Coolin'"                                                                          | 5:03    |  |
| 5.  | "You Got Larceny"                                                                  | 4:57    |  |
| 6.  | "Me So Horny"                                                                      | 4:25    |  |
| 7.  | "Pretty Woman" (paródia de "Oh, Pretty Woman" escrita por Roy Orbison e Bill Dees) | 3:20    |  |
| 8.  | "My Seven Bizzos"                                                                  | 4:18    |  |
| 9.  | "City of Boom"                                                                     | 3:32    |  |
| 10. | "Mega Mix III"                                                                     | 5:44    |  |
| 11. | "Break It on Down"                                                                 | 3:58    |  |

### Músicos
- Mr. Mixx – vocais, produtor, mixagem
- Ted Stein – Engenheiro, mixagem
- Ron Taylor – Engenheiro, mixagem
- Milton Mizell – coordenação
- Linda Fine – coordenação
- Mac Hartshorn – fotografia
- Mike Holland, aka Mike Bizzo – H.N.I.C.
- Luther Campbell – produtor, produtor executivo
- Nic Stone, aka Spoon 56 – Mocha Thunder Generation
- Debbie Bennett – coordenação
- Mike Fuller – Masterização